# Petrarch (krater)
För andra betydelser, se Petrarch.
Petrarch är en nedslagskrater med en diameter på 167 kilometer, på planeten Merkurius. Petrarch har fått sitt namn efter författaren Francesco Petrarca.